# رقابت‌های جهانی پاراشنای ۲۰۱۷
رقابت‌های جهانی پارا شنای ۲۰۱۷ رقابت بین المللی شنا برای ورزشکاران دارای معلولیت بود که از ۲ تا ۷ام دسامبر در استخر فرانسیسکو مارکز مکزیکو سیتی در مکزیک برگزار شد. ۳۰۴ ورزشکار از حدود ۷۰ کشور مختلف در این بازی‌ها با هم رقابت کردند و چین با بیشترین مدال طلا و مدال‌های کسب شده در صدر جدول قرار گرفت. با این حال، به دلیل نگرانی‌های ایمنی، دو کشور بریتانیا و روسیه از رقابت‌های قهرمانی مجدداً تنظیم شده خارج شدند.

## موقعیت
این رقابت‌ها در استخر فرانسیسکو مارکز شهر مکسیکو سیتی، مکزیک برگزار شد.

## مدال‌ها
تابلوی مدال‌ها در پایان رقابت‌ها:.
      کشور میزبان (مکزیک)
| رتبه            | کشور                      | طلا | نقره | برنز | مجموع |
| --------------- | ------------------------- | --- | ---- | ---- | ----- |
| ۱               | چین (CHN)                 | ۳۰  | ۱۶   | ۱۰   | ۵۶    |
| ۲               | ایالات متحده آمریکا (USA) | ۲۱  | ۲۰   | ۱۳   | ۵۴    |
| ۳               | ایتالیا (ITA)             | ۲۰  | ۱۰   | ۸    | ۳۸    |
| ۴               | برزیل (BRA)               | ۱۸  | ۹    | ۹    | ۳۶    |
| ۵               | بلاروس (BLR)              | ۱۱  | ۷    | ۲    | ۲۰    |
| ۶               | اسپانیا (ESP)             | ۱۰  | ۱۶   | ۱۹   | ۴۵    |
| ۷               | کلمبیا (COL)              | ۹   | ۲    | ۲    | ۱۳    |
| ۸               | مکزیک (MEX)*              | ۶   | ۱۴   | ۱۴   | ۳۴    |
| ۹               | آلمان (GER)               | ۴   | ۶    | ۲    | ۱۲    |
| ۱۰              | لهستان (POL)              | ۳   | ۴    | ۳    | ۱۰    |
| ۱۱              | نروژ (NOR)                | ۳   | ۳    | ۳    | ۹     |
| ۱۲              | یونان (GRE)               | ۲   | ۷    | ۱۰   | ۱۹    |
| ۱۳              | کرهٔ جنوبی (KOR)           | ۲   | ۴    | ۱    | ۷     |
| ۱۴              | سوئد (SWE)                | ۲   | ۳    | ۳    | ۸     |
| ۱۵              | قزاقستان (KAZ)            | ۲   | ۳    | ۱    | ۶     |
| ۱۶              | چک (CZE)                  | ۲   | ۲    | ۴    | ۸     |
| ۱۷              | آرژانتین (ARG)            | ۱   | ۴    | ۵    | ۱۰    |
| ۱۸              | فرانسه (FRA)              | ۱   | ۳    | ۱    | ۵     |
| ۱۹              | ایسلند (ISL)              | ۱   | ۲    | ۲    | ۵     |
| ۲۰              | مجارستان (HUN)            | ۱   | ۱    | ۴    | ۶     |
| ۲۱              | فنلاند (FIN)              | ۱   | ۱    | ۱    | ۳     |
| ۲۲              | کوبا (CUB)                | ۱   | ۱    | ۰    | ۲     |
| ۲۳              | لیتوانی (LTU)             | ۱   | ۰    | ۲    | ۳     |
| ۲۴              | ترکیه (TUR)               | ۱   | ۰    | ۱    | ۲     |
| ۲۵              | اتریش (AUT)               | ۱   | ۰    | ۰    | ۱     |
| ۲۵              | قبرس (CYP)                | ۱   | ۰    | ۰    | ۱     |
| ۲۵              | هند (IND)                 | ۱   | ۰    | ۰    | ۱     |
| ۲۸              | ویتنام (VIE)              | ۰   | ۴    | ۲    | ۶     |
| ۲۹              | آفریقای جنوبی (RSA)       | ۰   | ۳    | ۱    | ۴     |
| ۳۰              | استونی (EST)              | ۰   | ۱    | ۲    | ۳     |
| ۳۰              | اسلواکی (SVK)             | ۰   | ۱    | ۲    | ۳     |
| ۳۰              | مصر (EGY)                 | ۰   | ۱    | ۲    | ۳     |
| ۳۳              | پارا ورزشکار مستقل        | ۰   | ۱    | ۰    | ۱     |
| ۳۳              | پرتغال (POR)              | ۰   | ۱    | ۰    | ۱     |
| ۳۵              | اسرائیل (ISR)             | ۰   | ۰    | ۴    | ۴     |
| ۳۵              | شیلی (CHI)                | ۰   | ۰    | ۴    | ۴     |
| ۳۷              | بلژیک (BEL)               | ۰   | ۰    | ۳    | ۳     |
| ۳۸              | کرواسی (CRO)              | ۰   | ۰    | ۲    | ۲     |
| ۳۹              | اکوادور (ECU)             | ۰   | ۰    | ۱    | ۱     |
| ۳۹              | کنیا (KEN)                | ۰   | ۰    | ۱    | ۱     |
| مجموع (۴۰ کشور) | مجموع (۴۰ کشور)           | ۱۵۶ | ۱۵۰  | ۱۴۴  | ۴۵۰   |

## مدال آوران متعدد
بسیاری از شرکت کنندگان در رقابت‌های قهرمانی ۲۰۱۷ مدال‌های متعددی کسب کردند. ورزشکاران زیر پنج مدال طلا یا بیشتر کسب کردند.
| نام                 | کشور                | مدال                                             | رویداد |
| ------------------- | ------------------- | ------------------------------------------------ | --- |
| جسیکا لانگ          | ایالات متحده آمریکا | طلا · طلا · طلا · طلا · طلا · طلا · طلا · طلا ·  | ۱۰۰ متر قورباغه اس ۸ ۱۰۰ متر قورباغه اس بی ۷ ۱۰۰ متر پروانه اس ۸ ۱۰۰ متر آزاد اس ۸ ۲۰۰ متر انفرادی رنگارنگ اس ام ۸ ۴۰۰ متر آزاد اس ۸ ۴ × ۱۰۰ متر آزاد رله ۳۴ امتیاز ۴ × ۱۰۰ متر رله مختلط ۳۴ امتیاز |
| آندره برازیل        | برزیل               | طلا · طلا · طلا · طلا · طلا · طلا · طلا · نقره · | 100m Backstroke S10 100m Butterfly S10 100m Freestyle S10 200m Individual Medley SM10 400m Freestyle S10 4 × 100 m Freestyle Relay 34pts 4 × 100 m Medley Relay 34pts 50m Freestyle S10             |
| ایهار بوکی          | بلاروس              | طلا · طلا · طلا · طلا · طلا · طلا · نقره ·       | 100m Backstroke S13 100m Breaststroke SB13 100m Butterfly S13 100m Freestyle S13 200m Indiv. Medley SM13 400m Freestyle S13 50m Freestyle S13                                                       |
| حاجیائو ژو          | چین                 | طلا · طلا · طلا · طلا · طلا · طلا · نقره ·       | 100m Butterfly S8 100m Freestyle S8 200m Individual Medley SM8 400m Freestyle S8 50m Freestyle S8 4x50m Freestyle Relay 20pts 100m Breaststroke SB8                                                 |
| دانیل دیاز          | برزیل               | طلا · طلا · طلا · طلا · طلا · طلا ·              | 100m Freestyle S1-5 200m Freestyle S5 4 × 100 m Freestyle Relay 34pts 4 × 100 m Medley Relay 34pts 50m Backstroke S5 50m Freestyle S5                                                               |
| کارلوتا گیری        | ایتالیا             | طلا · طلا · طلا · طلا · طلا · نقره ·             | 100m Backstroke S13 100m Butterfly S12-13 100m Freestyle S13 200m Indiv. Medley SM13 50m Freestyle S13 400m Freestyle S13                                                                           |
| وینپن جوانگ         | چین                 | طلا · طلا · طلا · طلا · طلا · برنز ·             | 150m Individual Medley SM3 50m Breaststroke SB2 50m Freestyle S3 4x50m Freestyle Relay 20pts 50m Backstroke S3                                                                                      |
| کارلوس سیرانو زراتا | کلمبیا              | طلا · طلا · طلا · طلا · طلا · برنز ·             | 100m Breaststroke SB7 100m Freestyle S7 200m Individual Medley SM7 50m Butterfly S7 50m Freestyle S7 400m Freestyle S7                                                                              |
| لینگلینگ سانگ       | چین                 | طلا · طلا · طلا · طلا · طلا ·                    | 4x50m Freestyle Relay 20pts 100m Backstroke S6 100m Breaststroke SB5 200m Individual Medley SM6 400m Freestyle S6                                                                                   |